# Base aérienne Gdynia-Kosakowo
La base aérienne Gdynia-Kosakowo est une base aérienne de la Force aérienne de la République polonaise située près de Gdynia. 

## Histoire
Elle fut construite lors de la seconde guerre mondiale et utilisé jusqu'en 1974. En 2006 la ville de Gdynia veux y ouvrir un aéroport civil mais en 2014 la structure est judiciairement liquidé pour banqueroute et détournement de fonds.
Elle est le centre du :
- 3e escadron tactique équipé de F-16.

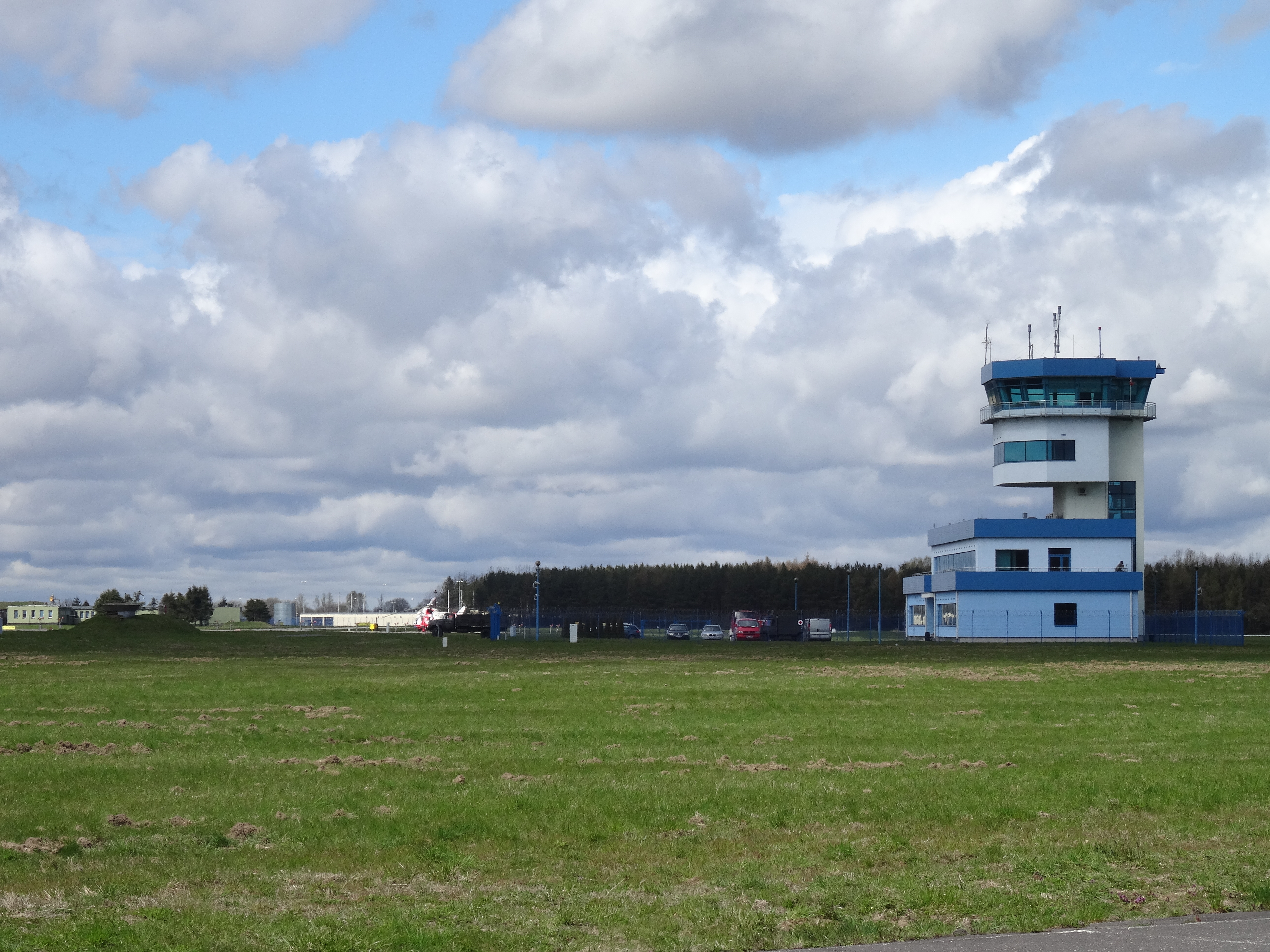
Infrastucture.
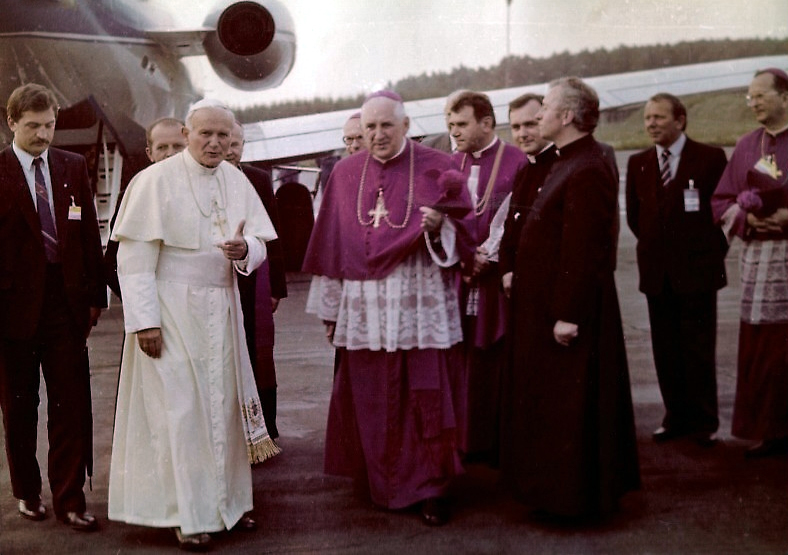
jean-Paul II en 1987.
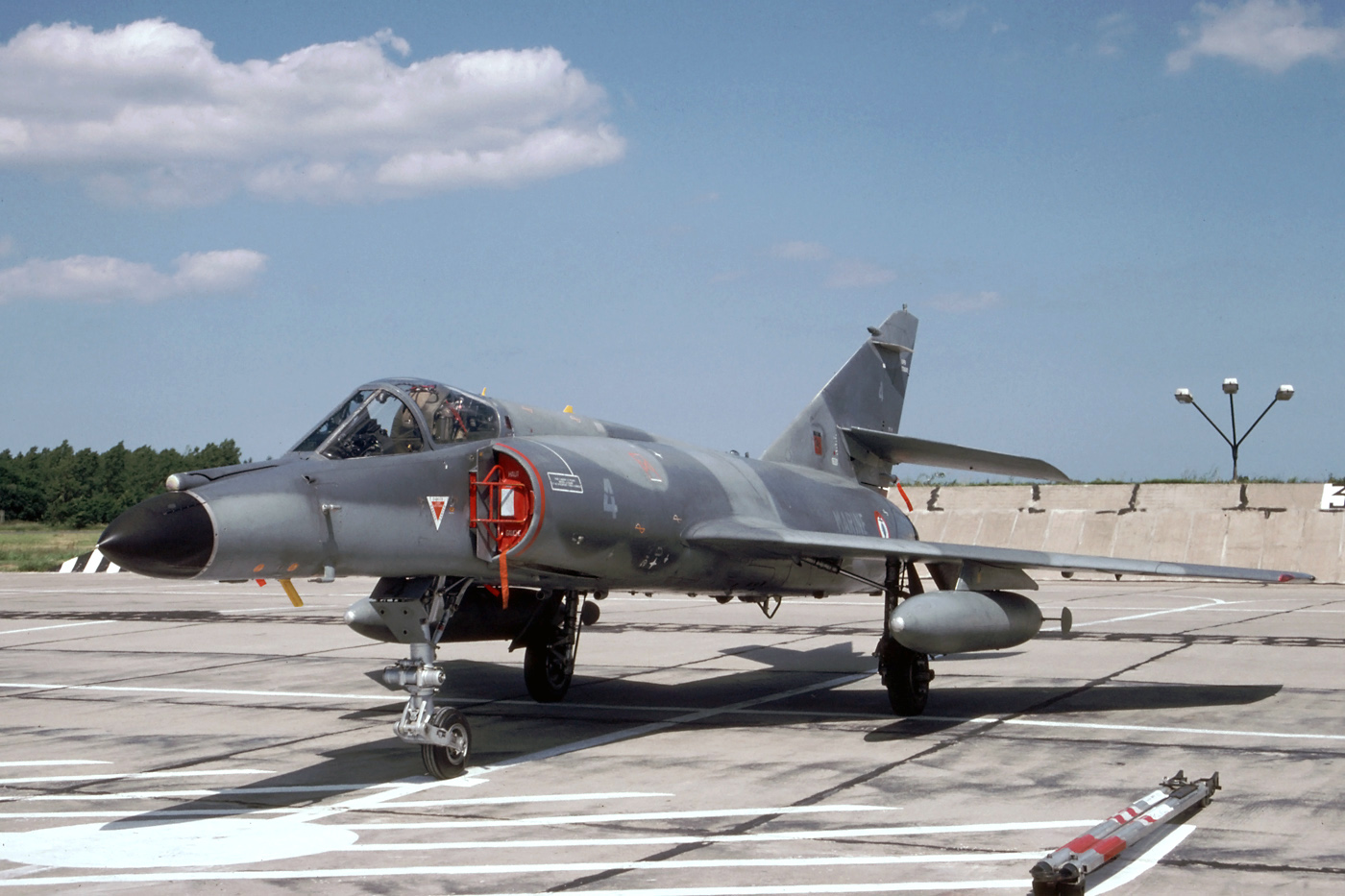
Un Dassault Super-Étendard.